# 자이언트흰꼬리쥐
자이언트흰꼬리쥐(Uromys caudimaculatus)는 쥐과에 속하는 설치류의 일종이다. 뉴기니섬과 아루 제도를 포함하여 오스트레일리아 퀸즐랜드주 북부 열대 우림에서 발견된다. 오스트레일리아에서 가장 큰 설치류 종으로 몸무게가 최대 1kg에 달한다. 상체는 회색빛 갈색이고 하체는 크림색과 흰색이며, 꼬리는 길고 털이 없으며 끝 부분은 희다. 9월 또는 10월에 번식을 시작하여 우기철의 최고점인 12월과 1월에 정점을 이룬다. 임신 기간 36일 후에 한 번에 두 세 마리의 새끼(드물게 네 마리)를 낳고, 새끼는 약 3개월 정도 어미 곁에서 머문다.